# Carmelo Cabré i Rabadà
Carmelo M. Cabré i Rabadà, (Saragossa, 27 d'abril de 1925 - Barcelona, 3 d'abril de 2012) fou cofundador de la universitat EAE, juntament amb José de Orbaneja i Aragón. Va ser doctorat en Enginyeria Industrial, diplomat en Enginyeria de Mètodes, M.T.M, Relacions humanes i Control de Despeses per la Methods Engineering Council de Pennsylvania, Pittsburgh dels Estats Units d'Amèrica. Diplomat en Alta direcció d'Empreses, professor de l'Escola Tecnica superior d'Enginyers Industrials de Barcelona (actual ETSEIB), instructor de la Comissió Nacional de Productivitat Industrial, professor de l'Institut d'Economia de l'Empresa, havent pres part així mateix en diferents cursos organitzats per les principals universitats europees i nord-americanes.
El 1993, fou distingit amb la Medalla al treball President Macià.